# Frank Bracht
Frank Belton Bracht (* 7. Januar 1910 in Idaho; † 26. September 1985 in Burbank, Kalifornien) war ein US-amerikanischer Filmeditor.

## Leben
Bracht begann seine Karriere bei Paramount Pictures im Jahr 1928 und durchlief unterschiedliche Abteilungen. Ab den frühen 1940er Jahren war er als Editor tätig und war bis einschließlich 1981 bei 50 Produktionen für den Filmschnitt verantwortlich. Er arbeitete an mehreren Filmen von Melville Shavelson und Martin Ritt mit.
1969 war er für seine Arbeit an Ein seltsames Paar für den Oscar in der Kategorie Bester Schnitt nominiert. Die American Cinema Editors nominierten ihn hierfür für den Eddie-Award. Eine erste Nominierung für diesen Preis hatte er 1964 erhalten.

## Filmografie (Auswahl)
- 1942: Wake Island
- 1951: SOS – Zwei Schwiegermütter (The Mating Season)
- 1951: Spione, Liebe und die Feuerwehr (My Favorite Spy)
- 1952: Herrin der Gesetzlosen (Hurricane Smith)
- 1953: Geknechtet (The Vanquished)
- 1953: Die Bestie der Wildnis (Arrowhead)
- 1954: Weiße Weihnachten (White Christmas)
- 1956: Der Berg der Versuchung (The Mountain)
- 1957: Ein süßer Fratz (Funny Face)
- 1958: Hausboot (Houseboat)
- 1958: Damn Yankees
- 1959: Die Madonna mit den zwei Gesichtern (The Miracle)
- 1960: Besuch auf einem kleinen Planeten (Visit to a Small Planet)
- 1960: Es begann in Neapel (It Started in Naples)
- 1960: So eine Affäre (The Facts of Life)
- 1961: General Pfeifendeckel (On the Double)
- 1962: Es begann in Rom (The Pigeon That Took Rome)
- 1963: Der Wildeste unter Tausend (Hud)
- 1963: Eine neue Art von Liebe (A New Kind of Love)
- 1964: Wohin die Liebe führt (Where Love Has Gone)
- 1966: Nevada Smith
- 1967: Man nannte ihn Hombre (Hombre)
- 1968: Ein seltsames Paar (The Odd Couple)
- 1970: Der Indianer (Flap)
- 1972: Peter und Tillie (Pete 'n' Tillie)
- 1974: Abschied von einer Insel (Conrack)
- 1975: Mandingo
- 1976: Wer schluckt schon gern blaue Bohnen? (The Duchess and the Dirtwater Fox)